# Riksväg 25, Sverige
Riksväg 25 går mellan Halmstad och Kalmar via Simlångsdalen, Ljungby, Ryssby, Växjö, Lessebo och Nybro och är nationell stamväg längs hela sträckan.
Riksväg 25 är motorväg förbi Ljungby och motorväg och motortrafikled vid Växjö. Motorvägen heter Riksväg 30 hela sträckan, och Riksväg 25 och 27 en del av sträckan.

## Historia
Riksväg 25 har gått Halmstad-Växjö-Kalmar sedan 1962. Innan dess hette vägen nr 90 Halmstad-Ljungby och väg 91 Ljungby-Växjö-Kalmar.

### Halmstad-Ljungby
På sträckan Halmstad-Ljungby går nuvarande riksväg i samma sträckning som på 1940-talet, undantaget förbifarten Marbäck och en uträtning öster om Simlångsdalen (båda från 60-talet), en ny sträckning från 2003 förbi och norr om Vrå, och allra närmast Ljungby. Vägen från länsgränsen till Annerstad är kraftigt breddad (troligen tidiga 1970-talet) och vägen Annerstad-Ljungby ny från samma tid. Innan dess gick vägen till Kånna vid E4:an.

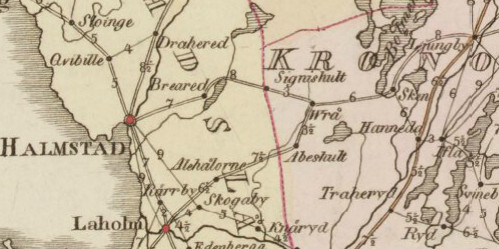
sträckan 1830

Vägen finns med i Biurmans "Vägvisare" från 1743 och Handbok för resande 1838 . Den finns även med på generalkarta från 1788, då med en sträckning söder om Kösen.
| Gästgiverier utmed vägen med avstånd dememellan | Gästgiverier utmed vägen med avstånd dememellan | Gästgiverier utmed vägen med avstånd dememellan             |
| Delsträcka                                      | Mil (fjärdingsväg)                              | Sträckning/anslutningar                                     |
| ----------------------------------------------- | ----------------------------------------------- | ----------------------------------------------------------- |
| Halmstad - Breared                              | 1 3/4 (7)                                       |                                                             |
| Breared - Singeshult(Hilleshult)                | 2 (8)                                           | norr om Simlången till 1847                                 |
| Singeshult/Hilleshult - Vrå                     | 3/4 (3)                                         |                                                             |
| Vrå - Skeen                                     | 1,5                                             | från Vrå söderut till Laholm via Abbeshult                  |
| Skeen - Ljungby                                 | 2 (8)                                           | norr om Kösen före 1850-talet, från Skeen även till Hamneda |

### Ljungby-Växjö
Sträckan Ljungby-Växjö är nybyggd i sin helhet under tidiga 1970-talet. Före dess gick vägen via Vislanda längre söderut. Vägens standard har förändrats över tid och har successivt mötesseparerats. 2023 färdigställdes sträckan Sjöatorp-Alvesta till 2+1-väg med planskilda korsningar. Den fyra kilometer långa sträckan var den sista att mötessepareras mellan Ljungby och Växjö.
Förbifarten förbi Växjö är byggd olika tidpunkter. Norrleden är från sena 1970-talet. Motorvägen i västra Växjö är från sena 1960-talet eller tidiga 1970-talet. Läs mer i Riksväg 30#Motorväg och Norrleden (Växjö). Trafikplats Norremark byggdes om från trafikljus till planskild trafikplats, klar hösten 2007 (kostnad 40 miljoner SEK).

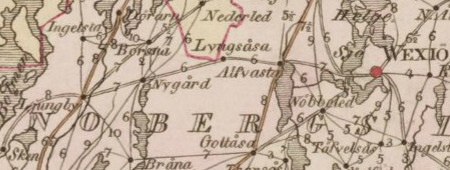
sträckan 1830

Vägen via Vislanda anlades omkring 1880, innan dess var sträckningen mer norrut ungefär som dagens sträckning.
Vägen finns inte med i Biurmans "Vägvisare" från 1743 men i Handbok för resande 1838 . 
| Gästgiverier utmed vägen med avstånd dememellan | Gästgiverier utmed vägen med avstånd dememellan | Gästgiverier utmed vägen med avstånd dememellan |
| Delsträcka                                      | Mil (fjärdingsväg)                              | Sträckning/anslutningar                         |
| ----------------------------------------------- | ----------------------------------------------- | ----------------------------------------------- |
| Ljungby - Nygård (Ryssby)                       | 1 3/4 (7)                                       |                                                 |
| Nygård - Lyngsåsa                               | 1 1/2 (6)                                       |                                                 |
| Lyngsåsa - Alvesta                              | 1 1/2 (6)                                       |                                                 |
| Alvesta - Växjö                                 | 1 3/4 (7)                                       |                                                 |

### Växjö-Kalmar
Vägen Växjö-Risinge är byggd på tidiga 1960-talet. Vägen Risinge-Örsjö fanns redan i samma sträckning på 1940-talet, inklusive förbifarten förbi Hovmantorp.
Vägen Örsjö-Nybro är byggd på sena 1980-talet. Sträckan Nybro-Smedby är samma som på 40-talet, utom förbifarten förbi Trekanten (från 90-talet).

## Beskrivning av Riksväg 25

### Halmstad-Växjö
Riksväg 25 börjar vid E6/E20. Anslutningen från Halmstad centrum är en grenväg som kallas E6.05. Till en början är väg 25 fyrfilig med mittremsa och eftersom korsningarna med avfartsramperna inte är trafikljusreglerade kan det ibland vara svårt för trafik som skall svänga vänster in på Riksväg 25 från motorvägen.
Strax öster om trafikplatsen lämnar man Halmstad och vägen går vidare österut genom relativt platt terräng med växelvis jordbrukslandskap och växelvis skogslandskap på sidorna av vägen. Ganska snart tar dock skogen överhand, vilken den fortsätter att göra i stort sett hela den kvarvarande sträckan och vägen börjar alltmer stiga i höjd över havet. Efter 15 km kommer man till samhället Simlångsdalen, som vägen korsar rakt igenom.
Strax öster om samhället gör vägen en av de kraftigaste stigningarna på hela sin sträcka. Trots detta är vägen tvåfältig utan stigningsfält. Ganska snart korsas länsgränsen till Kronobergs län och vägen är på hela sträckan härifrån fram till trafikplatsen med E4 vid Ljungby över lag bättre än sträckan väster om länsgränsen. Vägen mellan länsgränsen och E4 har under 2000- och 2010-talen bitvis byggts om, delvis till 2+1-väg. Hastighetsbegränsningen från Simlångsdalen till E4 är varierande 90 och 100 km/h. Under 2022 färdigställdes en standardhöjning och mittseparering av vägen på en 11 kilometer lång sträckning mellan Boasjön och Annerstad.
Strax innan Ljungby ansluter vägen till E4 och följer denna några kilometer norrut. E4 är på denna sträcka motorväg. Vid nästa avfart, Ljungby Norra, viker Riksväg 25 av åt höger och återtar sin riktning åt öster. Vägen härifrån och vidare österut till rondellen med Riksväg 27 (strax väster om Alvesta) är mötesfri landsväg, 2+1-väg med mitträcke, skyltad 100 km/h. Öster om ovan nämnd rondell är det 2+1-väg fram till några kilometer öster om Alvesta då vägen övergår i planskild 2+2-väg fram till strax väster om Växjö.

### Förbi Växjö
Precis där Riksväg 30 hakar på från norr via en trafikplats övergår vägen till att bli motorväg, skyltad 100 km/h.
Riksväg 25, 27, 30 fortsätter gemensamt vidare österut som motorväg cirka en kilometer till nästa trafikplats. Vid denna trafikplats måste trafiken som skall fortsätta längs riksvägarna svänga av, medan motorvägen fortsätter in mot centrala Växjö. I samband med att trafiken svänger av motorvägen hakar även Riksväg 23 på från söder. Riksvägarna fortsätter nu i en nordlig båge runt Växjö som mötesseparerad väg (Norrleden). Riksväg 23 och 37 viker av åt nordost i en ny trafikplats.
Riksväg 25 och Riksväg 27 fortsätter gemensamt österut i en båge runt Växjö som vanlig landsväg. Några kilometer senare viker Riksväg 25 av i en rondell åt vänster, medan Riksväg 27 fortsätter rakt fram mot Ronneby. Strax öster om rondellen övergår Riksväg 25 till att bli 2+1-väg, dock med korsningar i plan. Sträckan fram till Hovmantorp har denna standard, med huvudsakligen hastighetsbegränsningen 100 km/h, dock med sänkningar till 70 km/h i några större korsningar längs sträckan.

### Växjö-Kalmar
Öster om Hovmantorp fortsätter vägen som vanlig tvåfältig landsväg och passerar efter cirka 10 km rakt igenom orten Lessebo. Vid Eriksmåla ligger korsningen med Riksväg 28. Vägen fortsätter österut fram till Kalmar där den ansluter till E22 i en planskild korsning. Sträckan från Eriksmåla fram till Kalmar är i princip helt utbyggd till 2+1 väg, bitvis 1+1 mellan Eriksmåla och Nybro. Vägen går vidare österut från den planskilda korsningen vid Smedby ett kort stycke gemensamt med E22 som motorväg för att strax därefter vika av in mot centrum där den lämnar E22 via en trafikplats.

## Vägstandard
| Delsträcka                        | Delsträcka                        | Avstånd | Hastighet | Vägstandard                                                             |
| --------------------------------- | --------------------------------- | ------- | --------- | ----------------------------------------------------------------------- |
| Halmstad Trafikplats Halmstad Ö   | Marbäck                           | 9 km    |           | Landsväg. 60 km/h närmast Halmstad.                                     |
| Marbäck                           | Simlångsdalen                     | 5 km    |           | Landsväg.                                                               |
| Simlångsdalen                     | Alledal                           | 6 km    |           | Landsväg. 40 km/h genom Simlångsdalen.                                  |
| Alledal                           | Härsängen Länsgräns N/G           | 9 km    |           | Landsväg.                                                               |
| Härsängen Länsgräns N/G           | Torasjö                           | 4 km    |           | 2+1-väg                                                                 |
| Torasjö                           | Boasjön                           | 14 km   |           | Landsväg.                                                               |
| Boasjön                           | Annerstad                         | 11 km   |           | Mittseparering och delvis 2+1-väg                                       |
| Annerstad                         | Ljungby Trafikplats Ljungby S     | 10 km   |           | 2+1-väg                                                                 |
| Ljungby Trafikplats Ljungby S     | Ljungby Trafikplats Ljungby N     | 6 km    |           | Motorväg (2+2) Gemensam med E4.                                         |
| Ljungby Trafikplats Ljungby N     | Alvesta                           | 34 km   |           | 2+1-väg. 70 km/h genom Ljungby och Ryssby.                              |
| Alvesta                           | Växjö Trafikplats Öjaby           | 15 km   |           | 2+2-väg, 2+1-väg förbi Alvesta. Gemensam med Riksväg 27.                |
| Växjö Trafikplats Öjaby           | Växjö Trafikplats Helgevärma      | 2 km    |           | Motorväg (2+2) Gemensam med Riksväg 27 och Riksväg 30.                  |
| Växjö Trafikplats Helgevärma      | Växjö Trafikplats Norremark       | 5 km    |           | Motortrafikled (2+1) Norrleden. Gemensam med Riksväg 23 och Riksväg 27. |
| Växjö Trafikplats Norremark       | Växjö Cirkulationsplats Fagrabäck | 3 km    |           | Landsväg. Gemensam med Riksväg 27.                                      |
| Växjö Cirkulationsplats Fagrabäck | Hovmantorp                        | 20 km   |           | 2+1-väg. 70 km/h närmast Växjö samt genom vissa korsningar.             |
| Hovmantorp                        | Eriksmåla                         | 25 km   |           | Landsväg. 40-60 km/h genom Lessebo, 70 km/h genom vissa korsningar.     |
| Eriksmåla                         | Smedby                            | 53 km   |           | 2+1-väg. 40-60 km/h genom Nybro.                                        |
| Smedby                            | Kalmar Trafikplats Dörby          | 2 km    |           | Motortrafikled (2+1) Anslutande motortrafikled till E22:an.             |
| Kalmar Trafikplats Dörby          | Kalmar Trafikplats Kalmar C       | 4 km    |           | Motorväg (2+2) Gemensam med E22.                                        |

## Byggplaner
Eftersom riksväg 25 är nationell stamväg finansieras förbättringar av vägen ur nationell plan för transportinfrastrukturen:
- Österleden, Växjö, ny trafikplats vid Fagrabäcksrondellen. Väg 25 och 27 blir genomgående vägar och slipper rondellerna genom att vägarna blir planskilda trafikplatser. Utfarten vid Lillestadsvägen slopas och motortrafikleden förlängs. Byggstart skedde i januari 2024.[10] Färdigställande planeras till september 2026.[11]
- Trafikplats Glasporten, Nybro: Ny planskild korsning planeras öster om Nybro för att ersätta befintliga olycksdrabbade korsningar.[12]
- Mötesseparering genom ombyggnad till 2+1-väg på sträckan Glamshult-Vrå i Ljungby kommun mot länsgränsen till Hallands län.[13]
- Mötesseparering genom ombyggnad till 2+1-väg på sträckan Vrå-Boasjön.[14] Åtgärden pausades 2023 då kostnaden översteg gränsen för trimningsåtgärder på 100 miljoner kronor.[14]
- Mötesseparering genom ombyggnad till 2+1-väg på sträckan Hovmantorp-Bergdalavägen.[14] Åtgärden pausades 2023 då kostnaden översteg gränsen för trimningsåtgärder på 100 miljoner kronor.[14]

## Län och kommuner
Vägen passerar genom följande län och kommuner, räknat från väster till öster:
| Hallands län Halmstad Kronobergs län Ljungby Jönköpings län Värnamo (endast cirka 5 km, skyltas inte) |  | Kronobergs län Alvesta, Växjö, Lessebo Kalmar län Emmaboda, Nybro, Kalmar |

## Trafikplatser, korsningar och anslutningar
|                                              | Nr       | Namn                        | Skyltning                            |
| -------------------------------------------- | -------- | --------------------------- | ------------------------------------ |
|                                              | motorväg | Trafikplats Halmstad Östra  | Göteborg, Malmö; Halmstad            |
| Motorväg Ljungby Södra-Ljungby Norra         |          |                             |                                      |
|                                              | 79       | Trafikplats Ljungby Södra   | Helsingborg, Älmhult (rv 25 svänger) |
|                                              | 80       | Trafikplats Ljungby Norra   | Stockholm (rv 25 svänger)            |
| Landsväg Ljungby Norra-Växjö                 |          |                             |                                      |
|                                              |          | i Hjortsberga               | Göteborg                             |
|                                              |          | Trafikplats Alvesta         | Alvesta, Lammhult                    |
|                                              |          | Trafikplats Lekaryd         | Alvesta, Lekaryd?                    |
|                                              |          | Trafikplats Hanaslöv        | Lönås                                |
| Motorväg vid västra delen av Växjö           |          |                             |                                      |
|                                              |          | Trafikplats Öjaby           | Jönköping                            |
|                                              |          | Trafikplats Helgevärma      | Malmö; Växjö C (rv 25 svänger)       |
| Motortrafikled förbi Växjö (Norrleden)       |          |                             |                                      |
|                                              |          | Trafikplats Araby           | Araby                                |
|                                              |          | Trafikplats Hovshaga        | Hovshaga, Kronoberg                  |
|                                              |          | Trafikplats Norremark       | Linköping, Oskarshamn                |
| Landsväg Växjö-Kalmar                        |          |                             |                                      |
|                                              |          | Fagrabäcksrondellen (Växjö) | Karlskrona (rv 25 svänger)           |
|                                              |          |                             | Vetlanda Karlskrona                  |
|                                              |          |                             | Tingsryd Emmaboda                    |
|                                              |          | Glasrondellen (Nybro)       | Jönköping                            |
| Motorväg anslutning till E22 söder om Kalmar |          |                             |                                      |
|                                              |          | Trafikplats Dörby           | Kalmar, Malmö                        |